# Souvenir (sång)
Souvenir är en låt av den brittiska synthpop-gruppen Orchestral Manoeuvres in the Dark, utgiven 1981 som den första singeln från albumet Architecture & Morality. 
Låten är komponerad av gruppmedlemmarna Paul Humphreys och Martin Cooper och är den första av gruppens singlar som sjungs av Paul Humphreys. Souvenir är en synthpoplåt som hyllats för sin mjuka melodi, Humphreys varma sång och temposkiftningen i det instrumentala mittpartiet. Den blev en stor hit i flera länder och nådde som bäst 3:e plats på brittiska singellistan vilket är gruppens högsta listplacering där jämte Sailing on the Seven Seas (1991).

## Utgåvor
7" Dindisc DIN 24
1. Souvenir – 3.37
2. Motion & Heart (Amazon Version) – 3.07
3. Sacred Heart – 3.27

10" Dindisc DIN 24-10
1. Extended Souvenir
2. Motion & Heart (Amazon Version)
3. Sacred Heart[3]